# Idaea arenophana
Idaea arenophana là một loài bướm đêm trong họ Geometridae.